# جن‌زدگان (فیلم ۱۹۸۸)
جن‌زدگان (فرانسوی: Les Possédés‎؛ ‏ انگلیسی: The Possessed) یک فیلم درام به کارگردانی آندری وایدا است که در سال ۱۹۸۸ منتشر شد.
این فیلم بر پایهٔ رمان جن‌زدگان اثرِ فیودور داستایفسکی ساخته شده‌است.

## بازیگران
- ایزابل هوپر
- برنار بلیه
- عمر شریف
- فیلیپان لروآ-بولیو
- لمبرت ویلسون
- ولادیمیر یوردانف
- زبیگنیف زاماخوفسکی
- بوژنا دیکل
- تادئوش اومنیتسکی
- ویتولد اسکاروخ
- پیوتر ماخالیتسا
- وویچیخ زاگورسکی
- گژگوش وُنس
- بوگوش بیلفسکی
- کلمنس میلچارک
- ائوگنیوش کامینسکی
- لوران ماله
- یژی راجیویوویچ
- ژان-فیلیپ اکافی
- یوتا لامپه
- کشیشتف کومور